# Marshall (Michigan)
Marshall település az Amerikai Egyesült Államok Michigan államában, Calhoun megyében, melynek megyeszékhelye is. Lakosainak száma 6822 fő (2020. április 1.).

## Népesség
A település népességének változása:

| 2010 | 7 088 |
| 2020 | 6 822 |